# Dmitri Wjatscheslawowitsch Bagrjanow
Dmitri Wjatscheslawowitsch Bagrjanow (russisch Дмитрий Вячеславович Багрянов, engl. Transkription Dmitriy Bagryanov; * 18. Dezember 1967 in Moskau; † 4. Februar 2015 ebenda) war ein russischer Weitspringer.
1991 wurde er für die Sowjetunion startend Siebter bei den Leichtathletik-Hallenweltmeisterschaften in Sevilla und schied bei den Leichtathletik-Weltmeisterschaften in Tokio ohne gültigen Versuch aus.
Im Jahr darauf siegte er als Teil des Vereinten Teams bei den Leichtathletik-Halleneuropameisterschaften in Genua und wurde Siebter bei den Olympischen Spielen in Barcelona. 
1994 wurde er Sechster bei den Halleneuropameisterschaften in Paris und Fünfter bei den Leichtathletik-Europameisterschaften in Helsinki.
Sowohl im Freien wie in der Halle wurde er 1991 sowjetischer Meister, 1992 Meister der Gemeinschaft Unabhängiger Staaten und 1994 russischer Meister.

## Persönliche Bestleistungen
- Weitsprung: 8,35 m, 30. Mai 1992, Granada
  - Halle: 8,23 m, 14. Januar 1994, Moskau